# تمارا ترونوفا
تمارا فيكتوروفنا ترونوفا(ولدت في 5 مايو 1982م): هي مُخرجة مسرحية أوكرانية، والمُخرجة الرئيسية لمسرح كييف الأكاديمي للدراما والكوميديا على الضفة اليسرى من دنيبر.

## السيرة الذاتية
ولدت ترونوفا في نوفا كاخوفكا، خيرسون أوبلاست.
تخرجت من المدرسة الثانوية بميدالية ذهبية. تخرجت ترونوفا كمترجمة من جامعة كييف اللغوية الوطنية(1999م- 2004م). درست الإخراج في جامعة كييف الوطنية لــمسرح آي كى كاربينكو- كاري، والسينما والتلفزيون (قسم الإخراج، دورة إدوارد ميتنيتسكي)، والتي تخرجت منها في عام 2009م. في الفترة من 2008م إلى 2013م، قامت بالتدريس في دورة الإخراج لــإدوارد ميتنيتسكي. منذ عام 2018م، ترونوفا هي المديرة الفنية لدورة توجيه المراسلات في جامعة كييف الوطنية للمسرح آي كى كاربينكو- كاري، والسينما والتلفزيون.
منذ عام 2011م، تعمل في مسرح الدراما والكوميديا على الضفة اليسرى لنهر دنيبر. من بين إنجازاتها: عروض في مسارح كييف وعبر أوكرانيا. تعمل كــعضو في لجنة التحكيم في المهرجانات الأوكرانية والدولية (أي ادنبره فرينج البريطانية 2016م). وهي أيضًا مشاركة وفائزة في مسابقة مسرحية، على سبيل المثال، برنامجها المسرحي «تاكيينغ ذا ستييج» في المجلس الثقافي البريطاني في أوكرانيا.
منذ 12 أبريل 2019م، تشغل ترونوفا منصب المُخرجة الرئيسية لمسرح كييف الأكاديمي للدراما والكوميديا على الضفة اليسرى لنهر دنيبر.
لديها ابنة، سونيا. تعيش ترونوفا وتعمل في كييف.

## سيرة إبداعية
أعمال المُخرجة
يشمل تراث تمارا ترونوفا الإخراجي الإبداعي أكثر من 20 إنتاجًا في أوكرانيا وخارجها.